# Alois Höher
Alois Höher (20. prosince 1862 Harmanschlag – 10. července 1941 Harmanschlag) byl rakouský křesťansko sociální politik, na počátku 20. století poslanec Říšské rady, v poválečném období poslanec rakouské Národní rady.

## Biografie
Vychodil jednotřídní národní školu. Působil jako majitel hostince a zemědělského hospodářství. Angažoval se v Křesťansko sociální straně Rakouska. V rodném Harmanschlagu byl členem obecní rady. Zasedal v okresní školní radě. Byl členem výboru Dolnorakouského rolnického spolku a členem zemské zemědělské rady. Od roku 1897 byl poslancem Dolnorakouského zemského sněmu.
Na počátku 20. století se zapojil i do celostátní politiky. Ve volbách do Říšské rady roku 1907, konaných poprvé podle všeobecného a rovného volebního práva, získal mandát v Říšské radě (celostátní zákonodárný sbor) za obvod Dolní Rakousy 61. Usedl do poslanecké frakce Křesťansko-sociální sjednocení. Mandát obhájil ve volbách do Říšské rady roku 1911 za týž obvod. Usedl do klubu Křesťansko-sociální klub německých poslanců. Ve vídeňském parlamentu setrval až do zániku monarchie. K roku 1911 se profesně uvádí jako majitel hostince a zemědělského hospodářství.
Po válce zasedal v letech 1918–1919 jako poslanec Provizorního národního shromáždění Německého Rakouska (Provisorische Nationalversammlung).